# Полна (Псковская область)
Полна — деревня в Гдовском районе Псковской области России. Входит в состав Полновской волости Гдовского района.
Расположена на берегу реки Желчи, в 7 км к северо-востоку от волостного центра Ямм.

## Население
| 1939 | 2001 | 2002 | 2010 |
| ---- | ---- | ---- | ---- |
| 994  | ↘262 | ↘243 | ↘209 |

Численность населения села составляла на 2000 год — 262 человека, на 2009 год — 239 человек.

## История
Первое упоминание о погосте Полна мы находим в переписи Псковской земли 1585—1587 гг (проводилась писцами Григорием Ивановичем Мещаниновым-Морозовым и Иваном Васильевичем Дровниным). Согласно переписи погост Полна на тот момент являлся центром Полянской губы в составе Кобыльского уезда. Там же упоминается церковь Николы Чудотворца в селе Полна.
В 1867—1875 годах в селе Полна была построена каменная церковь (ныне утрачена), однопрестольная. А на погосте Полна была часовня, приписанная к этой церкви. Настоятелями в разное время были Мансветов Александр, Лебедев Симеон Иванович, Румянцев Александр Васильевич, Яхонтов Василий Иванович, Фаворский Александр Евфимиевич, Смилшкалн Петр, Флеров Евгений, Михайлов Михаил. Приходское попечительство открыто в 1879 году и председателем его сперва был священник Фаворский Александр Евфимиевич, а потом — священник Смилшкалн Петр.
В 1921 году в поселке Полна открывается школа второй ступени. Ещё до революции был разработан план строительства Высшего начального училища, заготовлено более 2000 брёвен, но строительство началось лишь в 1920 году. Из Гдова в Полну направляются техник-прораб Ф. А. Тараканов и техник И. С. Короткое, которые нанимают плотников по всей волости. Оплата труда рабочих шла за счёт сбора средств с населения всей волости. В школе обучалось 120 учеников, а работало всего 4 учителя, которые были и классными руководителями, и завхозами, и библиотекарями. Так директор школы Ф. А. Антонов вёл уроки по русскому языку, литературе, алгебре, арифметике и рисованию.
В 1924 года с завода «Красный путиловец» был направлен рабочий В. М. Стоянов, который сумел превратить местную избу-читальню в центр культурной жизни посёлка. Главными помощниками стали учителя, которые вели занятия по ликвидации неграмотности и руководили различными кружками: естественно-научным, драматическим, кройки и шитья. В избе-читальне отмечают жители посёлка даты Красного Календаря и антирелигиозные праздники («Красное Рождество»). Учителя Полновской школы помогали Стоянову в оформлении помещения, читали доклады на политические темы, готовили с ребятами номера художественной самодеятельности.
В 1927 году деревня стала административным центром Полновского района (в составе Ленинградской области), упразднённого в 1931 году. Вновь райцентром деревня стала в 1935 году (в ЛО, с 1944 года — в составе Псковской области).
В 1938 году был основан Полновский народный хор. В период своего расцвета насчитывал 28 участников.
Немецкие войска заняли деревню 13 июля 1941 года. В деревне оккупанты расположили гарнизон полицейскиx сил численностью 400 человек. В мае 1942 года в поселок Полна, в распоряжение Полновской немецкой комендатуры, прибыл взвод тяжелых пулемётов 37-го эстонского полицейского батальона Александра Пиигли, где принял участие в карательных операциях. Взвод проводил аресты мирного населения, осуществляли охрану арестованных советских граждан, выезжал на операции против партизан, совершал массовые расстрелы советских граждан. В поселке Полна были устроены места заключения, в которых содержалось большое количество советских граждан из числа коммунистов, комсомольцев, лиц, имевших связи с партизанами, их родственников и иных лиц, арестованных в качестве заложников. 7 ноября 1943 года каратели сожгли деревню дотла. Жителям пришлось зимовать в лесу в шалашах. Освобождена была в середине февраля 1944 года. Оккупация длилась 945 дней.
19 декабря 1947 года районный центр был переведён из сожжённой деревни Полна на бывшую железнодорожную станцию — село Ямм.